# Neotoma cinerea
Neotoma cinerea là một loài động vật có vú trong họ Cricetidae, bộ Gặm nhấm. Loài này được Ord mô tả năm 1815.

## Hình ảnh

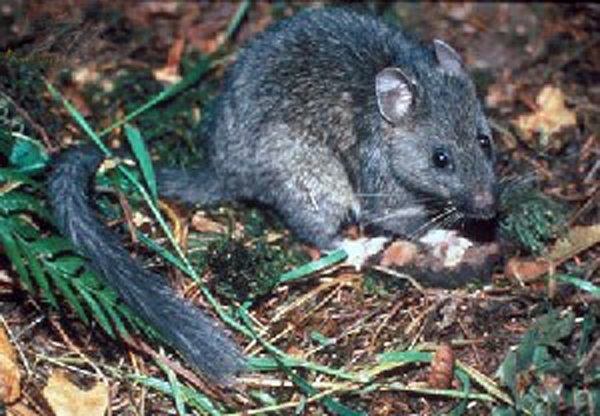
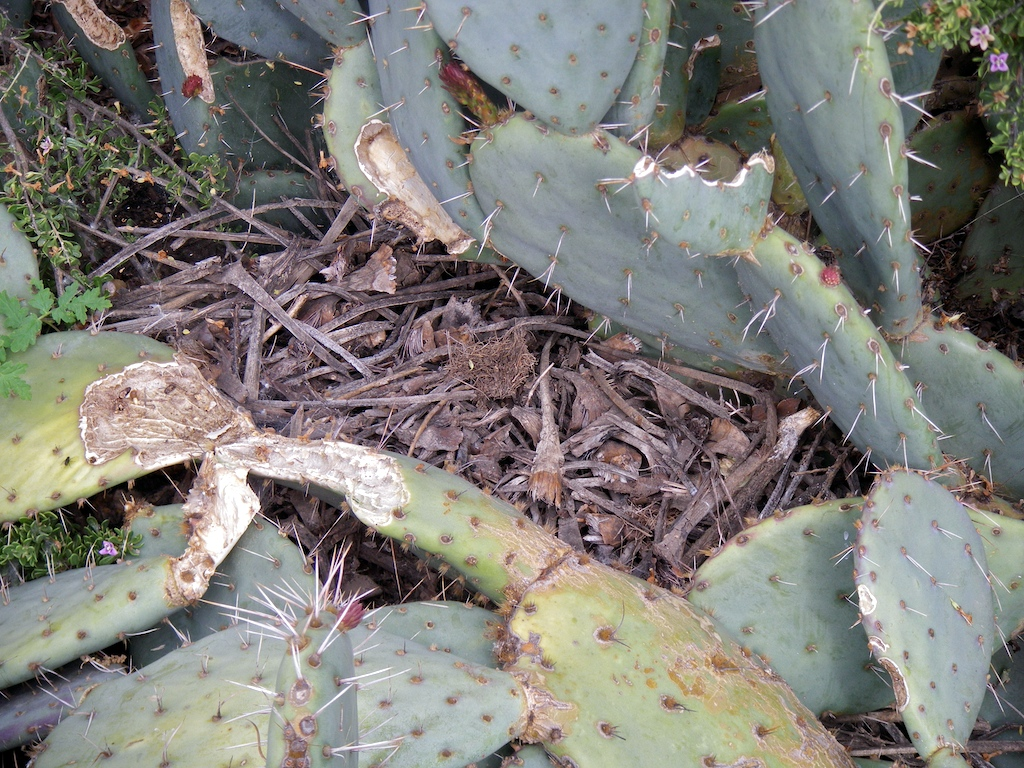